# Saint-Martin-de-la-Place
Saint-Martin-de-la-Place ist eine Ortschaft und eine Commune déléguée in der französischen Gemeinde Gennes-Val-de-Loire mit 1.123 Einwohnern (Stand 1. Januar 2022) im Département Maine-et-Loire in der Region Pays de la Loire.  Die Einwohner werden Saint-Martiniens genannt.
Mit Wirkung vom 1. Januar 2018 traten die Gemeinden Les Rosiers-sur-Loire und Saint-Martin-de-la-Place der Commune nouvelle Gennes-Val-de-Loire bei. Die Gemeinde Saint-Martin-de-la-Place gehörte zum Arrondissement Saumur und zum Kanton Longué-Jumelles.

## Geographie
Saint-Martin-de-la-Place liegt etwa 30 Kilometer ostsüdöstlich von Angers zwischen Loire und Authion. 

## Bevölkerungsentwicklung
| Jahr                       | 1962 | 1968 | 1975 | 1982 | 1990 | 1999 | 2008 | 2013 |
| Einwohner                  | 1077 | 1112 | 1011 | 1018 | 1129 | 1115 | 1152 | 1152 |
| Quellen: Cassini und INSEE |      |      |      |      |      |      |      |      |

## Sehenswürdigkeiten

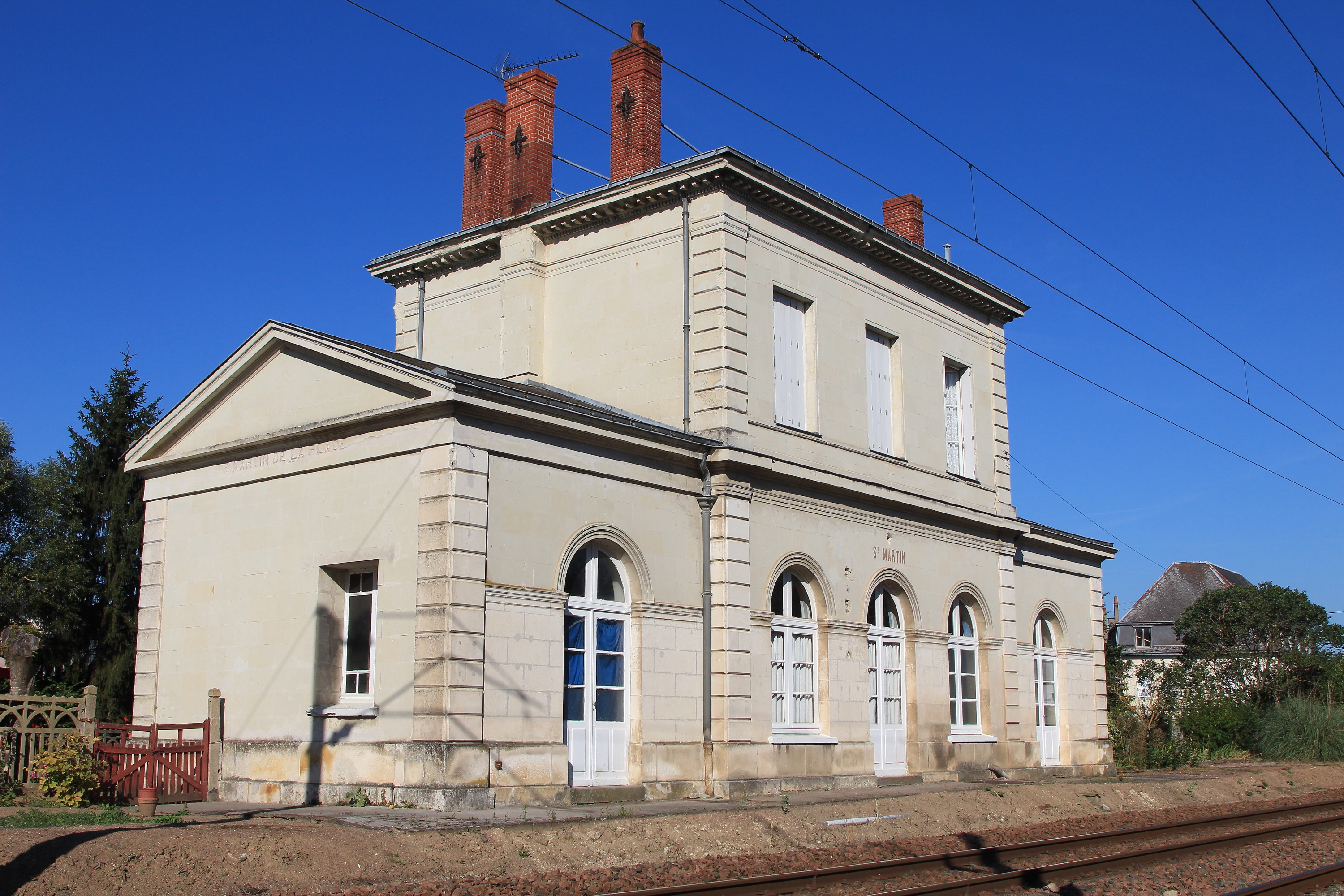
Bahnhof Saint-Martin

- Kirche Saint-Martin, seit 1957 Monument historique
- Priorat La Madeleine de Boumois, seit 1964 Monument historique
- Schloss Boumois aus dem 15./16. Jahrhundert, seit 1953 Monument historique
- Schloss La Poupardière aus dem 16. Jahrhundert

## Persönlichkeiten
- Louis Marie Aubert Du Petit-Thouars (1758–1831), Botaniker
- Aristide Aubert Dupetit-Thouars (1760–1798), Admiral